# Пенсионная реформа в России (2013—2015)
Пенсионная реформа 2013—2015 годов — один из этапов реформирования пенсионной системы Российской Федерации, предусматривавший введение нового порядка формирования пенсионных прав и страховой пенсии.
В частности, была введена новая формула расчёта размера пенсии, учитывающая стаж, размер заработка и возраст выхода на пенсию. Граждане 1967 года рождения и младше получили право решить, продолжать ли им накапливать пенсионные средства или вернуть их в страховую часть. Для формирования пенсии самозанятых граждан предусматривалось постепенное увеличение страховых платежей, чтобы они соответствовали уровню пенсионных выплат. Был принят ряд мер по реформированию системы досрочных пенсий. Предполагалась отмена существовавшего перерасчёта пенсий работающим пенсионерам.

## Условия получения права на страховую пенсию
- Возраст: 60 лет для мужчин, 55 — для женщин
- Стаж - не менее 15 лет (минимальный стаж уплаты страховых взносов). Было намечено его поэтапное повышение от 5 лет в течение 10 лет
- Не менее 30 баллов индивидуального пенсионного коэффициента[1].

## Новая пенсионная формула
С 1 января 2015 года в соответствии с Федеральным законом от 28 декабря 2013 г. № 400-ФЗ
«О страховых пенсиях» и Федеральным законом от 28 декабря 2013 г. № 424-ФЗ «О накопительной пенсии» трудовая пенсия по старости назначается по новой пенсионной формуле.
Новая формула предусматривает измерение страховой пенсии в пенсионных коэффициентах, учитывающих стаж, размер заработка и возраст выхода на пенсию.
```
СП = (ФВ х КПВ1) + (ИПК х СПК х КПВ2)
СП — страховая пенсия в год назначения пенсии
ФВ — фиксированная выплата в составе пенсии в год её назначения
КПВ1 и КПВ2 — коэффициенты за выход на пенсию позже установленного пенсионного возраста (для фиксированной выплаты и для страховой пенсии);
ИПК — индивидуальный пенсионный коэффициент (сумма всех годовых пенсионных коэффициентов гражданина)
СПК — стоимость одного пенсионного коэффициента в год назначения пенсии
[
2
]
.
```

### Годовой пенсионный коэффициент
Годовой пенсионный коэффициент — это инструмент, позволяющий оценить каждый год трудовой деятельности гражданина.
Он равен отношению суммы уплаченных работодателем (работодателями) страховых взносов на формирование страховой части пенсии по выбранному гражданином тарифу 10 % или 16 %, к сумме страховых взносов с максимальной взносооблагаемой по закону заработной платы, уплачиваемых работодателем по тарифу 16 %, умноженной на 10:
```
Годовой ПК = максимальное значение ПК (7,39 в 2015 году, 10 — в 2021 году)
```

Особый годовой коэффициент будет присваиваться за периоды, когда гражданин не работал из-за военной службы по призыву или из-за ухода за ребёнком, ребёнком-инвалидом, гражданином старше 80 лет.

## Выбор варианта пенсионного обеспечения
Граждане 1967 года рождения и младше могли до 31 декабря 2015 года выбрать один из двух вариантов пенсионного обеспечения:
- Направить все страховые взносы на формирование страховой пенсии (тариф страховых взносов на накопительную часть — 0 %);
- Продолжить формировать накопительную пенсию, сохранив тариф страховых взносов в размере 6 %[1].

В правительстве РФ осенью 2015 года шли активные дискуссии о продлении срока выбора, однако 23 декабря вице-премьер Ольга Голодец объявила о том, что в «правительстве принято решение придерживаться действующего законодательства». После этой новости действующие на российском рынке представители негосударственных пенсионных фондов констатировали ажиотажный спрос на перевод пенсионных накоплений из государственного фонда, который превысил существовавшие у них бизнес-планы.

## Формирование пенсионных прав самозанятых граждан
Меры, предложенные в Стратегии долгосрочного развития пенсионной системы Российской Федерации,
разработанной Минтрудом России, были направлены на приведение в соответствие пенсионных прав самозанятых граждан правам наёмных работников. В частности, они предполагали постепенное повышение страховых выплат самозанятых граждан (для обеспечения приемлемой по размеру пенсии необходимы отчисления в размере 7000 — 8000 руб.). Однако, по факту, увеличение размеров страховых выплат отрицательно сказывалось на финансовом положении большого числа самозанятых работников с невысокими доходами.

## Пенсионный мораторий
30 сентября 2013 года Правительство России решило, что пенсионные накопления граждан за 2014 год, поступающие в Пенсионный фонд РФ и Негосударственные Пенсионные Фонды (НПФ), будут направлены в распределительную систему. Предполагалось, что НПФ смогут работать с накоплениями после прохождения процедуры акционирования и вступления в систему страхования накоплений.
В июне 2014 года министр финансов РФ Антон Силуанов открыто признал, что денег на возврат накоплений НПФ у правительства нет, эти деньги пошли "на Крым" и принятие антикризисных мер.
В конце 2014 года был принят закон, продлевающий «пенсионный мораторий» на 2015 год, а в сентябре 2015 года — аналогичный закон на 2016 год. В марте 2016 года рассматривались варианты очередного продления пенсионного моратория;
в конце августа того же года Ольга Голодец объявила, что правительство решило продлить «заморозку пенсионных накоплений» и на 2017 год.
В декабре 2017 года Владимир Путин подписал закон о продлении пенсионного моратория до 2020 года.

## Оценки
Пенсионная реформа стала одной из тем, по которой разошлись оценки между членами правительства. Представители министерств экономики, экономического развития, финансов и первый вице-премьер Игорь Шувалов неоднократно выступали за сохранение накопительной части пенсии и против «пенсионного моратория» на 2014—2015 гг.. Представители министерства труда и вице-премьер Ольга Голодец, напротив, выступали за «заморозку» пенсионных накоплений и дальнейшее формирование накопительной части пенсии только на добровольной основе.
Также разошлись мнения среди экспертов и политиков. Среди сторонников реформы активно выступали депутаты ГД Андрей Исаев и Оксана Дмитриева, среди противников — экс-министр финансов Алексей Кудрин.
Ключевым аргументом сторонников реформы является низкая доходность накопительной части пенсионной системы в РФ. Противники реформы аргументируют её необходимость сложными демографическими условиями, которые возникнут в начале 2020-х, и необходимостью наличия «длинных денег» в экономике.